# Thibaut Martel
Pas d'image ? Cliquez ici

a Compétitions nationales et continentales officielles uniquement.

Dernière mise à jour le 1 février 2022.
Thibaut Martel, né le 15 août 1998 à Voiron dans l'Isère, est un joueur français de rugby à XV qui joue au poste de troisième ligne aile ou troisième ligne centre au FC Grenoble, où il est formé.

## Biographie
Thibaut Martel commence le rugby au SO Voiron puis poursuit sa formation au FC Grenoble à partir de 2013.
En janvier 2019, à 20 ans il dispute son premier match en professionnel en Challenge européen et dispute son premier match en Top 14 en mars 2019 avec son club formateur.
Durant la saison 2022-2023, son club termine à la deuxième place de la phase régulière du championnat et se qualifie jusqu'en finale où il affronte Oyonnax. Pour ce match, Thibaut Martel est titulaire et joue joue 56 minutes avant d'être remplacé par Antonin Berruyer mais le FC Grenoble s'incline sur le score de 14 à 3.

## Palmarès
- FC Grenoble
  - Finaliste du Championnat de France de 2e division en 2023, 2024 et 2025.